# Yoshiaki Ota
Yoshiaki Ota (født 11. juni 1983) er en japansk fodboldspiller. Han var en del af den japanske trup ved AFC Asian Cup 2007.